# الهجرة إلى ألمانيا

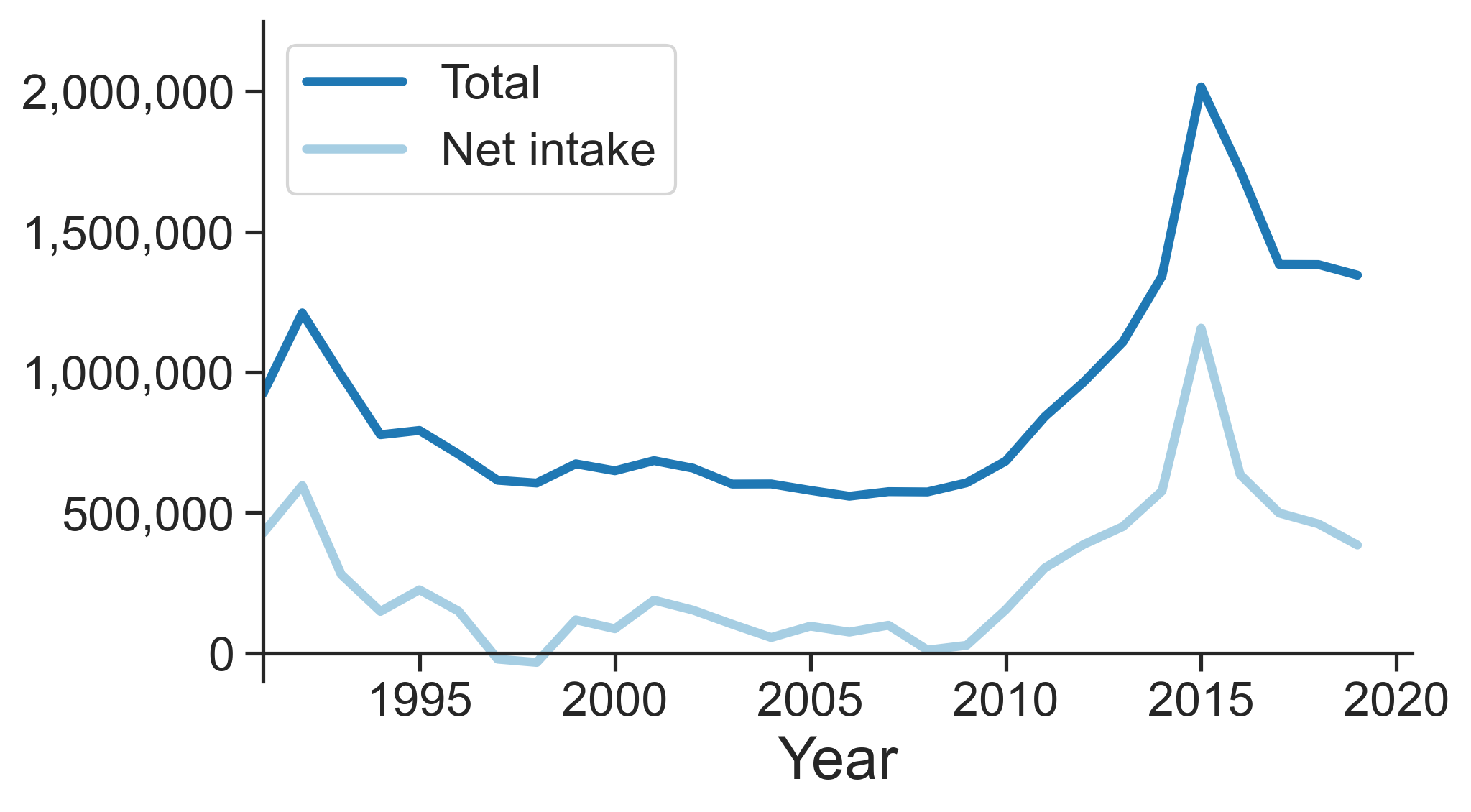
عدد المهاجرين الذين انتقلوا إلى ألمانيا في الأعوام 1990-2020

كانت الهجرة إلى ألمانيا، سواء ضمن الحدود الحديثة للبلاد أو في الكيانات السياسية العديدة التي سبقتها، تحدث طوال تاريخ البلاد. حاليًا، تعد ألمانيا إحدى الوجهات الأكثر شعبية للمهاجرين في العالم، إذ يهاجر إليها أكثر من مليون شخص كل عام منذ عام 2013. اعتبارًا من عام 2019، كان نحو 13.7 مليون شخص يعيشون في ألمانيا، أو نحو 17% من السكان، هم من مهاجري الجيل الأول.
حتى قبل تأسيس ألمانيا رسميًا في عام 1871، كانت الدول السابقة لها، مثل الإمبراطورية الرومانية المقدسة والاتحاد الألماني، مقصدًا للمهاجرين. تشمل الأمثلة المبكرة البروتستانت الذين سعوا إلى الحرية الدينية واللاجئين بعد تقاسم بولندا. كانت الهجرة اليهودية، ومعظمها من أوروبا الشرقية، شائعة أيضًا. في القرن العشرين، أدى ارتفاع معاداة السامية ورهاب الأجانب إلى هجرة جماعية لليهود الألمان، وبلغت ذروتها في الهولوكوست، إذ قُتل بشكل منهجي جميع اليهود الألمان المتبقين تقريبًا والعديد من المجموعات الدينية أو الإثنية الأخرى، مثل الغجر الألمان. في العقود التي تلت ذلك، شهدت ألمانيا هجرة متجددة، خاصةً من أوروبا الشرقية والجنوبية وتركيا والشرق الأوسط. منذ عام 1990، صُنفت ألمانيا باستمرار إحدى الدول الخمسة الأكثر شعبية للمهاجرين في العالم. وفقًا لمكتب الإحصاء الفيدرالي في عام 2016، لدى أكثر من واحد من كل خمسة ألمان جذور جزئية على الأقل من خارج البلاد.
في ألمانيا الحديثة، كانت الهجرة ترتفع وتنخفض عمومًا بالتوازي مع اقتصاد البلاد. أدى الازدهار الاقتصادي في العقد الأول من القرن الحادي والعشرين، بالإضافة إلى إلغاء متطلبات تأشيرة العمل للعديد من مواطني الاتحاد الأوروبي، إلى تدفق مستمر للسكان من أماكن أخرى في أوروبا. بعيدًا عن الاتجاهات الاقتصادية، شهدت البلاد أيضًا عدة موجات رئيسية متميزة من الهجرة. شملت هذه الموجات إعادة التوطين القسري للألمان الإثنيين من أوروبا الشرقية بعد الحرب العالمية الثانية، وبرنامج العمال الوافدين في الخمسينيات والسبعينيات من القرن العشرين، والألمان الإثنيين من الدول الشيوعية السابقة الذين كانوا يطالبون بحقهم في العودة بعد تفكك الاتحاد السوفيتي. قبلت ألمانيا أيضًا أعدادًا كبيرة من اللاجئين من الحروب اليوغوسلافية في التسعينيات من القرن العشرين والحرب الأهلية السورية في العقد الأول من القرن الحادي والعشرين.
كانت سياسة الحكومة الألمانية تجاه الهجرة ليبرالية بشكل عام منذ خمسينيات القرن العشرين، بدافع جزئي من انخفاض معدلات المواليد ونقص العمالة، رغم أن السياسيين المحافظين قاوموا تطبيع ألمانيا كدولة للمهاجرين، فظلت قوانين الجنسية مقيدة نسبيًا حتى منتصف العقد الأول من القرن الحادي والعشرين. أدى الإصلاح الرئيسي لقانون الهجرة في عام 2005 إلى التزام الدولة، لأول مرة، بتخصيص موارد لدمج الوافدين الجدد وتحرير سوق العمل بشكل كبير للمهنيين المهرة مع تقييده على العمال غير المهرة. ساهمت إصلاحات الهجرة الأصغر في الأعوام 2009 و2012 و2020 في الاتجاه الليبرالي الواسع، رغم استمرار وجود دعوات لإصلاحات أكثر شمولًا، لا سيما لتبسيط اعتماد المؤهلات الأجنبية وتسهيل توظيف الشركات لمواطنين من خارج الاتحاد الأوروبي.

## تاريخ الهجرة إلى ألمانيا

### ما قبل التوحيد
أدى الإصلاح المضاد في القرنين السادس عشر والسابع عشر إلى استقرار أعداد كبيرة من البروتستانت في الإمارات والمدن البروتستانتية -أو على الأقل المتسامحة دينيًا- في الإمبراطورية الرومانية المقدسة، والتي أصبح الكثير منها فيما بعد جزءًا من ألمانيا. وفقًا لإحدى التقديرات، انتقل نحو 100,000 بروتستانتي من أراضي هابسبورغ إلى ما يعرف الآن بألمانيا الجنوبية والوسطى في القرن السابع عشر.
بالإضافة إلى ذلك، فرّت أعداد كبيرة من الهوغونوتيين من فرنسا بعد مذبحة عيد القديس برثولماوس عام 1572، واستقر نحو 40,000 منهم في ما يعرف الآن بألمانيا. رغم عودة الكثيرين إلى فرنسا بعد مرسوم نانت عام 1598، والذي أعلن سياسة التسامح الديني تجاه الهوغونوتيين، حفزت موجات الصراع والاضطهاد المتكررة على مدى القرون القليلة التالية دفعات جديدة من الهجرة. كانت براندنبورغ بروسيا وهسن كاسل وبراندنبورغ-بايرويت وهانوفر الوجهات الرئيسية للهوغونوتيين خلال هذا الوقت.
فرّ أيضًا عدة آلاف من المشيخيين الإنجليز والإسكتلنديين من حكم ماري تيودر التعسفي. استقر الكثير منهم في فرانكفورت. استقر العديد من الكالفينيين الهولنديين في شمال غرب ألمانيا بعد الثورة الهولندية.

### بعد الحرب العالمية الثانية حتى إعادة التوحيد (1945-1990)

#### الهجرة القسرية للألمان الإثنيين من أوروبا الشرقية والوسطى
قرب نهاية الحرب العالمية الثانية، وفي أعقابها، أُجبر نحو 12 مليون لاجئ من أصل ألماني، يُطلق عليهم «هايماتفيتغيبيني» (كلمة ألمانية تعني «المنفيون»، وحرفيًا «النازحون في الوطن»)، على الهجرة من المناطق الألمانية سابقًا، مثل سيليزيا أو بروسيا الشرقية، إلى الدول المشكلة حديثًا في ألمانيا ما بعد الحرب والنمسا المحتلة من قبل قوات الحلفاء، بسبب تغير خطوط الحدود في أوروبا.

### عام 1990 حتى الوقت الحاضر

#### اللاجئون اليوغوسلافيون
بسبب اندلاع الحروب اليوغوسلافية عام 1991، توجهت أعداد كبيرة من اللاجئين إلى ألمانيا ودول أوروبية أخرى. بين عامي 1990 و1992، طلب نحو 900,000 شخص اللجوء في ألمانيا الموحدة. في عام 1992، قبلت ألمانيا نحو 70% من جميع طالبي اللجوء المسجلين في الاتحاد الأوروبي. بالمقارنة، طلب نحو 100,000 شخص فقط اللجوء في الولايات المتحدة في نفس العام. أدت الأعداد المتزايدة من طالبي اللجوء إلى قيام البوندستاغ بتقليص حق اللجوء المطلق سابقًا في ألمانيا بشكل كبير، والذي كان اللاجئون الألمان السابقون «يعتبرونه مقدسًا بسبب اعتمادهم عليه للهروب من النظام النازي» والذي تطلب تعديلًا دستوريًا. أدى ذلك إلى رفض الطلبات المقدمة من الأفراد الذين يدخلون ألمانيا بعد المرور عبر دول أخرى أعضاء في الاتحاد الأوروبي، حيث كان بإمكانهم بالفعل تقديم طلب اللجوء، بالإضافة إلى الطلبات المقدمة من مواطني البلدان المصنفة على أنها آمنة.

#### لاجئو الحرب الروسية الأوكرانية
في 24 فبراير عام 2022، غزت روسيا أوكرانيا في تصعيد كبير للحرب الروسية الأوكرانية، التي بدأت في عام 2014. بالإضافة إلى عشرات الآلاف من القتلى على الجانبين، سبب هذا الغزو أكبر أزمة لاجئين في أوروبا منذ الحرب العالمية الثانية، إذ فرّ نحو 7.5 مليون أوكراني من البلاد ونزح ثلث السكان. بناءً على ذلك، سجلت ألمانيا، بحلول أكتوبر عام 2022، صافي هجرة بلغ 750,000 شخص من أوكرانيا في النصف الأول من عام 2022، وفقًا للمكتب المسؤول عن جمع المعلومات عن المجتمع الألماني والاقتصاد والبيئة. دفع هذا التدفق النمو السكاني في ألمانيا بنسبة 1% أو بنحو 843,000 شخص، في النصف الأول من العام. ارتفع عدد سكان ألمانيا إلى أعلى مستوى له على الإطلاق وهو 84.3 مليون نسمة في عام 2022.